# Rêves (альбом)
Rêves (в переводе с фр. — «Мечты») — посмертный альбом-компиляция французского исполнителя Грегори Лемаршаля, выпущен в ноябре 2009 года, содержит все его предыдущие синглы и некоторые кавер-версии. Альбом стартовал под номером 1 во французском чарте компиляций 22 ноября 2009 года с 37 563 проданными копиями.

## Об альбоме
В Rêves вошли все его предыдущие синглы и некоторые кавер-версии различных исполнителей таких как: Селин Дион и Daniel Balavoine, и две ранее не издававшиеся песни, это две первые песни альбома (хотя Olivier Ottin, бывший менеджер певца, сказал в интервью с Nouvel Observateur, что альбом будет полностью состоять из ранее не издававшихся песен). «Je rêve» — также первая песня, написанная самим Грегори Лемаршалем.
Согласно веб-сайту Universal Music, большая часть прибыли от продаж этого альбома была переведена в Ассоциацию имени Грегори Лемаршаля для борьбы с муковисцидозом. Первым синглом с этого альбома стала композиция «Je rêve». Клип на эту песню состоит из отрывков документального фильма À l’ouest d’un souffle nouveau. Его создание финансировала Ассоциация имени Грегори Лемаршаля. В клипе на песню можно увидеть шестерых пациентов, которым был дан шанс пройти операцию по пересадке легких, благодаря чему они смогли продолжить жить.

## Список композиций
1. «Tu prends» — 3:26
2. «Je rêve» — 3:55
3. «Écris l’histoire»  (Francesco de Benedittis, Paul Manners,David Esposito) — 4:12
4. «Mieux qu’ici bas» — 3:53
5. «De temps en temps» (Davide Esposito, Грегори Лемаршаль) — 3:54
6. «Je suis en vie» (Alana Filippi, Rémi Lacroix) — 3:42
7. «SOS d’un terrien en détresse» (Мишель Берже, Люк Пламондон) — 3:23
8. «Même si (What You’re Made of)»  дуэт с Люси Сильвас (Люси Сильвас, Peter Gordeno, Mike Peden) — 3:48
9. «Entre nous» — 3:20
10. «Le feu sur les planches» (Eleonor Coquelin, Laurent Mesambret) — 4:13
11. «Restons amis» (Esposito, Rémi Lacroix, Isabelle Bernal) — 3:29
12. «Je t'écris» (Иван Кассар, Марк Леви) — 6:40
13. «À corps perdu» (Alexandre Lessertisseur, R. Jericho, V. Filho) — 4:09
14. «Zora sourit» — 3:41
15. «Le lien» (Патрик Фьори, Жюли Зенатти) — 3:32
16. «Quand on n’a que l’amour» — 3:22

## Сертификаты
| Страна  | Сертификат     | Дата            | Продажи | Физические продажи | Скачивание |
| ------- | -------------- | --------------- | ------- | ------------------ | ---------- |
| Бельгия | Золотой        | 12 Марта 2010   | 15,000  |                    |            |
| Франция | 2 x Платиновый | 22 Декабря 2009 | 200,000 | 184,000+           |            |

## Хит-парады
| Хит-парад (2009)                          | Верхняя позиция |
| ----------------------------------------- | --------------- |
| Бельгийский (Валлония) хит-парад альбомов | 3               |
| Французский хит-парад компиляций SNEP     | 1               |
| Швейцарский хит-парад                     | 49              |

| Хит-парад на конец года (2009)   | Позиция |
| -------------------------------- | ------- |
| Бельгийский (Валлония) хит-парад | 82      |